# 4944 Kozlovskij
4944 Kozlovskij este un asteroid din centura principală, descoperit pe 2 septembrie 1987 de Liudmila Cernîh.